# Длинные волны
Длинные волны (также километровые волны, англ. Longwave (LW), Low frequency («Низкие частоты», LF), фр. ondes longues, Basse fréquence («Низкие частоты»), grandes ondes («большие волны», GO)) — диапазон радиоволн с частотой от 30 кГц (длина волны 10 км) до 300 кГц (длина волны 1 км).
Перевести частоту (в кГц) в длину волны можно по формуле: Длина волны в метрах = 300 000 / частота в кГц.
Длинные волны распространяются на расстояния до 1—2 тысяч км за счёт дифракции на сферической поверхности Земли. Затем их распространение происходит за счёт направляющего действия сферического волновода, не отражаясь.
Диапазон длинных волн используется для:
- радиовещания на частотах 148,5—283,5 кГц (ранее 148,5—408 кГц);
- радиотелеграфной связи;
- радионавигационных служб,
- радиолюбительской связи,
- передачи команд телеуправления объектами, расположенными на большой площади (электроэнергетика, освещение и пр.),
- передачи эталонных сигналов времени и частоты,
- связи с подводными объектами: подводными лодками, донными буями и др. (9—148,5 кГц),
- связи с подземными объектами и подземными объектами между собой,
- зондирования земной и водной толщи в научных и прикладных целях.

Участок 135,7—137,8 кГц используется для любительской радиосвязи. В этом диапазоне используется сверхузкополосная (полоса до единиц Гц) телеграфная связь с медленной амплитудной манипуляцией (длина точек и тире может составлять, в зависимости от ширины полосы, десятки секунд и даже минуты). В месте приёма это эквивалентно многократному увеличению мощности передатчика и позволяет при помощи маломощного передатчика установить сеанс связи со всем земным шаром. Скорость передачи информации при этом очень мала (в лучшем случае единицы бит в минуту), потому в эфир передаются только позывные, а приём ведётся с записью для последующей расшифровки (слуховой приём невозможен).
Кроме того, длинные волны могут использоваться в дальней радионавигации.
Длинные волны способны обогнуть земной шар.

## ДВ в России и на постсоветском пространстве
С апреля 2014 года ДВ диапазон в Российской Федерации мог быть использован для государственного и коммерческого радиовещания как в цифровом (решением ГКРЧ от 16 марта 2012 года для ДВ диапазона был добавлен цифровой формат DRM, однако ни одна радиостанция в DRM формате в нём так и не заработала), так и в аналоговом режиме (Решение ГКРЧ от 15 мая 1995 г, протокол № 30/1). До апреля 2014 года длинноволновые АМ аналоговые радиостанции вещали в 26 российских регионах: Амурской, Архангельской, Иркутской, Калининградской, Магаданской, Московской, Мурманской, Новосибирской, Оренбургской, Самарской, Сахалинской, Свердловской, Читинской областях; республиках Алтай, Башкортостан, Бурятия, Коми, Татарстан, Якутия; а также в Камчатском, Краснодарском, Красноярском, Приморском, Хабаровском краях; Санкт-Петербурге, Ханты-Мансийском АО.
В частности, с 15 мая 2000 года было прекращено вещание старейшей радиостанции страны Радио-1 (171 кГц). В мае 2010 года прекратило вещание Радио Юность, вещавшее на частоте 153 кГц. 14 марта 2013 года свёрнуто ДВ вещание мощнейшей радиостанции страны «Маяка» (198 кГц, до этого 12 июля 2004 года радиостанция прекратила вещание с передатчика в Ашхабаде на частоте 153 кГЦ). В 2014 году диапазон покинули радиостанция «Чечня свободная», с 2008 года переименованная в «Радио Кавказ», созданная при поддержке Голоса России и Министерства культуры и массовых коммуникаций Российской Федерации (вещала с начала ноября 2000 года на частоте 171 кГц, Краснодарский край) и Радио России, вещавшее на частотах 171 кГц (передатчики в Калининграде и Томске), 261 кГц (передатчик в Талдоме Московской области).
На частотах 66,(6) и 50,0 кГц передаются эталонные сигналы времени и частоты - см. RBU и RTZ.
На длинных волнах работают также приводные радиомаяки (NDB) аэродромов.

## ДВ в мире
| Радиопрограмма                          | Частота | Юридическое лицо-учредитель радиопрограммы                                   | Юридическое лицо-учредитель юридического лица учредителя радиопрограммы | Зона приёма радиопрограммы             | Годы существования |
| --------------------------------------- | --- | ---------------------------------------------------------------------------- | --- | -------------------------------------- | --- |
| «Radio Algeria International. Chaine 1» | 153 кГц, с 6 декабря 2021 года запущено тестовое вещание с малой мощностью передатчика., (в настоящее время неактивно), 198 кГц (вещание прекращено | Учреждение национального радиовещания                                        | государство (Алжир) | Алжир                                  | |
| «Chaine 3»                              | 252 кГц | Учреждение национального радиовещания                                        | государство (Алжир) | Алжир                                  | |
| «BBC Radio 4»                           | 198 кГц, планируется прекращение вещания не позднее декабря 2027 года, вместе с тем, 30 мая 2023 года анонсировалось об отказе от длинноволнового вещания в марте 2024 года, но было отложено. 30 июня 2025 года или после этой даты вещание будет прекращено) | общественное учреждение «Британская радиовещательная корпорация»             | государство (Великобритания) в лице Департамента культуры, спорта и средств массовой информации | Великобритания                         | |
| «DR Langbølge»                          | 243 кГц (на конец 2021 года вещание осуществлялось в определённые промежутки времени). Вещание прекращено 31.12.2023 | акционерное общество «Радио Дании»                                           | государство (Королевство Дания) в лице Министерства культуры | страны Скандинавии                     | |
| «РУВ Рас 1» и «РУВ Рас 2»               | 189 кГц (на этой частоте вещание должнобыло прекратиться в конце 2024 года, но передатчик был отключён 05.09.2024]) и 207 кГц (на этой частоте вещание прекращено 01.03.2023)                                                                                  | акционерное общество «Имперское радио»                                       | государство (Исландская Республика) в лице Министерства народного просвещения; | страны Скандинавии                     | |
| «МҮОНР Радио 1»                         | 164, 209 и 227 кГц | «Монгольское национальное радио»                                             | | Монголия                               | |
| «ПР Програма 1»                         | 225 кГц | акционерное общество «Польское радио»                                        | государство (Польская Республика) | Польша                                 | |
| «Радио Антена Сателор»                  | 153 кГц | общественное учреждение «Румынское общество радиовещания»                    | государство (Румыния) | Румыния                                | |
| Medi 1                                  | 171 кГц | одноимённая частная радиокомпания                                            | частные компании | Франция, Испания                       | |
| «Горизонт»                              | 261 кГц | государственное учреждение «Болгарское национальное радио»                   | государство (Республика Болгария) | Балканы                                | вещание прекращено |
| «Дойчландфунк Культур»                  | 177 КГц | некоммерческое общественное учреждение «Дойчландрадио»                       | некоммерческие общественные учреждения «Второе германское телевидение», «Западно-Германское радио», «Юго-Западное радио», «Северо-Германское радио», «Баварское радио», «Центрально-Германское радио», «Гессенское радио», «Радио Берлина и Бранденбурга», «Саарландское радио», «Радио Бремена» | страны Западной Европы                 | с 1 января 1994 года |
| «Дойчландфунк»                          | 153 и 207 кГц | некоммерческое общественное учреждение «Дойчландрадио»                       | некоммерческие общественные учреждения «Второе германское телевидение», «Западно-Германское радио», «Юго-Западное радио», «Северо-Германское радио», «Баварское радио», «Центрально-Германское радио», «Гессенское радио», «Радио Берлина и Бранденбурга», «Саарландское радио», «Радио Бремена» | страны Западной Европы                 | с 1 января 1994 года |
| «Дойчландфунк»                          | | некоммерческое общественное учреждение «Дойчландфунк»                        | государство (Федеративная Республика Германия) | страны Западной Европы                 | 1962-1991 |
| «Дойчландзендер»                        | 261 кГц | некоммерческое общественное учреждение «Дойчландзендер»                      | государство (Германская Демократическая Республика) в лице Государственного комитета ГДР по радиовещанию, в 1990—1991 гг. земли Берлин, Бранденбург, Мекленбург-Передняя Померания, Саксония, Саксония-Анхальт и Тюрингия                                                                        | страны Западной Европы                 | 1953-1991 |
| «Radioropa Info»                        | 261 кГц | частная радиокомпания                                                        | частные компании | круглосуточно — страны Западной Европы | вещание прекращено 31 декабря 2014 года |
| «Radio al-Urdunniya»                    | 207 кГц | Иорданское радио и телевидение                                               | государство (Иорданское Хашимитское Королевство) | Ближний Восток                         | вещание прекращено |
| «РТЕ Радио 1»                           | 252 кГц | общественное учреждение «Ирландское радио и телевидение»                     | государство (Республика Ирландия) в лице Департамента туризма, культуры, спорта и средств массовой информации | Ирландия                               | Анонсировалось прекращение вещание в апреле 2019 года, но в связи с модернизацией антенны было отложено, но было прекращено с 14 апреля 2023 года) |
| «Радио 5»                               | 207 кГц | акционерное общество «Корпорация Испанского радио и телевидения»             | государство (Испания) в лице Министерства финансов | страны Средиземноморья                 | вещание прекращено |
| «РАИ Радио 1»                           | 189 кГц | акционерное общество «Итальянское радио и телевидение»                       | государство (Итальянская Республика) в лице Министерства экономики | круглосуточно — страны Западной Европы | |
| «Radio Jamahirya»                       | 234 кГц | Радиовещательная корпорация Ливийской Джамахирии                             | государство (Ливия) | Ливия                                  | |
| RTL                                     | 234 кГЦ | одноимённая радиокомпания                                                    | частные компании | круглосуточно — страны Западной Европы | прекращено 1 января 2023 года |
| «SNRT Al Ida Al-Watania»                | 207 кГц | «Национальное общество радио и телевидения»                                  | | Средиземноморье                        | вещание прекращено |
| «НРК П1» и «НРК П2»                     | 153 кГц и 216 КГц | акционерное общество «Норвежское имперское радио»                            | государство (Королевство Норвегия) | страны Скандинавии                     | вещание прекращено |
| «Radio Parlanent Radio Polonia»         | 198 КГц |                                                                              | | Польша                                 | вещание прекращено |
| «TRT GAP»                               | 225 КГц | общественное учреждение «Корпорация турецкого радио и телевидения»           | государство (Турецкая Республика) | Турция                                 | вещание прекращено |
| «TRT Radyo 1»                           | 180 КГц | общественное учреждение «Корпорация турецкого радио и телевидения»           | государство (Турецкая Республика) | Турция                                 | вещание прекращено |
| «TRT Radyo 4»                           | 162 и 243 кГц | общественное учреждение «Корпорация турецкого радио и телевидения»           | государство (Турецкая Республика) | Турция                                 | вещание прекращено |
| «Sveriges Radio P1»                     | 189 кГц | «SR»                                                                         | Управляющее учреждение Радио и телевидения Швеции | страны Скандинавии                     | вещание прекращено |
| «Иле Радио 1»                           | 252 кГц | акционерное общество «Илейсрадио»                                            | государство (Финляндская Республика) в лице Министерства транспорта и телекоммуникаций | страны Скандинавии                     | вещание прекращено |
| Europe 1                                | 183 кГц | одноимённая радиокомпания                                                    | частные акционеры | страны Западной Европы                 | вещание прекращено |
| «NPO Radio 1»                           | 171 кГц | общественное учреждение «Корпорация нидерландского государственного вещания» | государство (Королевство Нидерланды) в лице Министерства образования, культуры и науки | страны Западной Европы                 | вещание прекращено |
| «RMC»                                   | 216 кГц | одноимённая радиокомпания                                                    | частные акционеры | Средиземноморье                        | вещание прекращено |
| «Радиожурнал»                           | 270 кГц | общественное учреждение «Чешское радио»                                      | государство (Чешская Республика) | Восточная Европа                       | вещание прекращено |
| «Франс Энтер»                           | | акционерное общество «Радио Франс»                                           | государство (Французская Республика) в лице Агентства государственного имущества, до 2000 года — в лице Министерства национальной экономики | Западная Европа                        | до 2017 года |
| «Франс Энтер»                           | | общественное учреждение «Управление французского радиовещания и телевидения» | государство (Французская Республика) в лице Министерства национальной экономики, до 1972 года — в лице Министерства экономики | Западная Европа                        | 1939-1975 |
| «Дойчландзендер»                        | | некоммерческое общество с ограниченной ответственностью «Дойчландзендер»     | некоммерческое общество с ограниченной ответственностью «Имперское радио» | Западная Европа                        | 1926-1934 |
| «Дойчландзендер»                        | | некоммерческое общество с ограниченной ответственностью «Имперское радио»    | государство (Германия) в лице Имперского министерства народного просвещения и пропаганды | Западная Европа                        | 1934-1945 |